# Howden Reservoir
Howden Reservoir is een y-vormig stuwmeer in Derbyshire (Engeland). Het is de bovenste van drie stuwmeren in de Upper Derwent Valley. De westelijke helft van het reservoir ligt in Derbyshire en de oostelijke helft in Sheffield (South Yorkshire); de provinciegrens loopt door het midden van het reservoir en volgt het oorspronkelijke pad van de rivier de Derwent. De langste arm is ongeveer 2,0 km lang. Het reservoir wordt aan het zuidelijke uiteinde begrensd door de Howden Dam. Daaronder mondt de Derwent direct uit in het Derwent Reservoir en vervolgens in het Ladybower Reservoir. Andere zijrivieren zijn de Westend River, Howden Clough en Linch Clough.
De bouw van de dam begon op 16 juli 1901 en werd voltooid in juli 1912. De hoofdingenieur was Edward Sandeman. Hij had ook de leiding over de bouw van de nabijgelegen Derwent Dam en kreeg in 1918 de Telford Medal voor zijn werk “Derwent Valley Waterworks”. Het werk omvatte de bouw van een tijdelijk dorp in Birchinlee, of “Tin Town”, voor de arbeiders, een tijdelijke spoorlijn vanaf de hoofdlijn in Bamford en de bouw van een verbindingsaquaduct naar de Derwent Dam. De dam is van massief metselwerk, 36 m hoog en 330 m lang en verzamelt 8.600 liter water uit een stroomgebied van 2.086 ha. De arbeiders die stierven tijdens de bouw van de dam werden begraven in St John the Baptist's Church, Bamford.
Ten oosten van het stuwmeer staat Featherbed Moss, met 545 m een van de hoogste toppen in de omgeving en een van de vele toppen met die naam in de omgeving. Dit is niet te verwarren met de bekendere Featherbed Moss op de Pennine Way tussen Kinder Scout en Bleaklow.

## Galerij

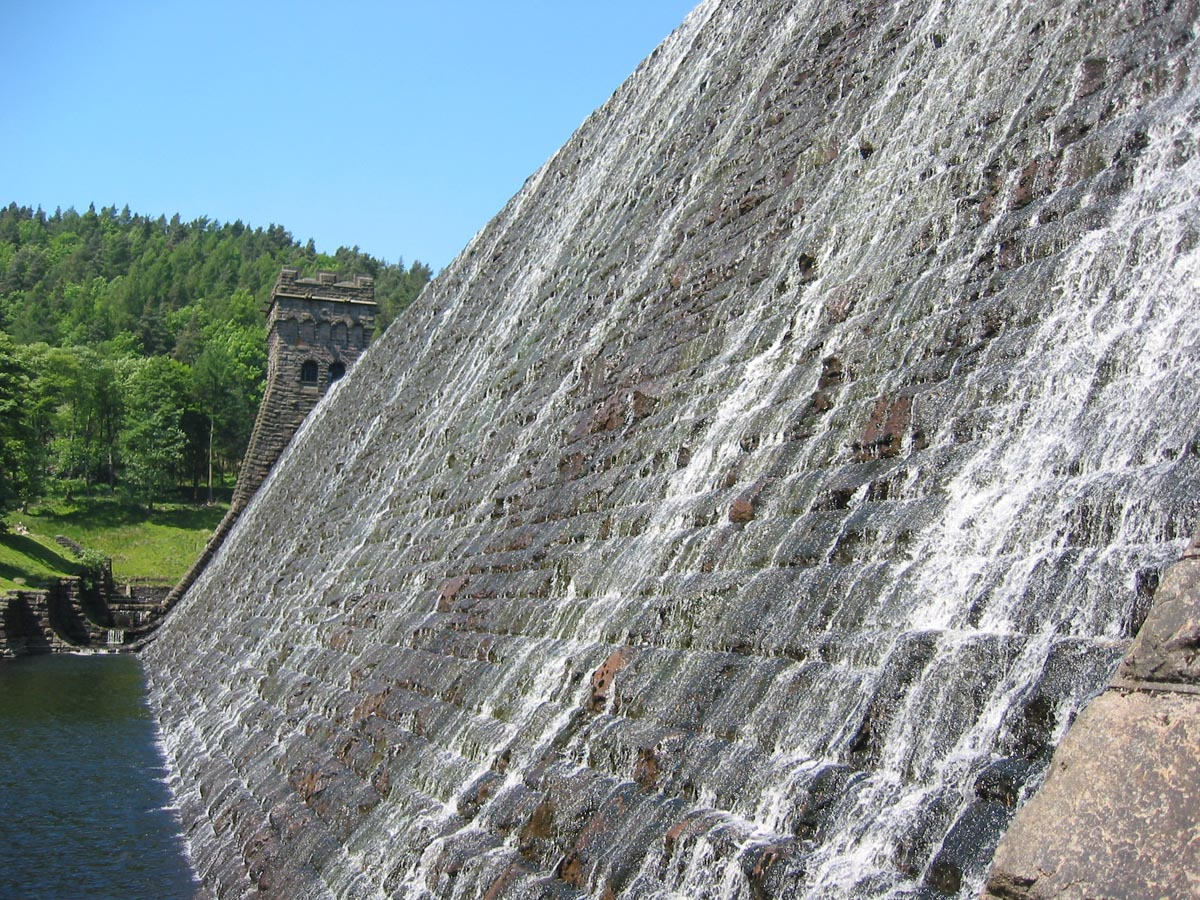
Basis van de Howden Dam, gezien van Derwent Reservoir
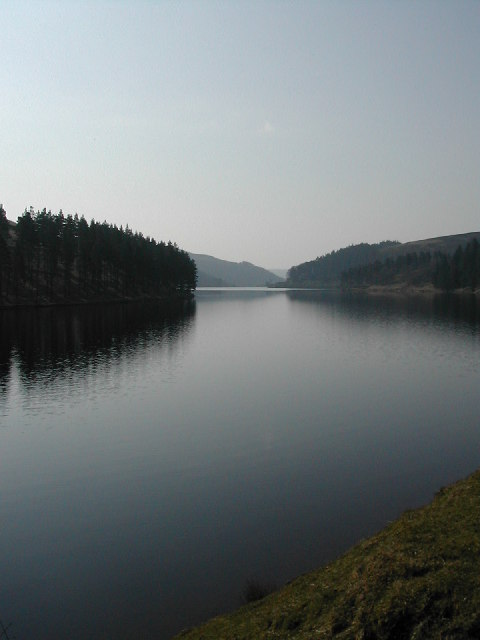
Kijkend over Howden Reservoir vanaf de Kings Tree
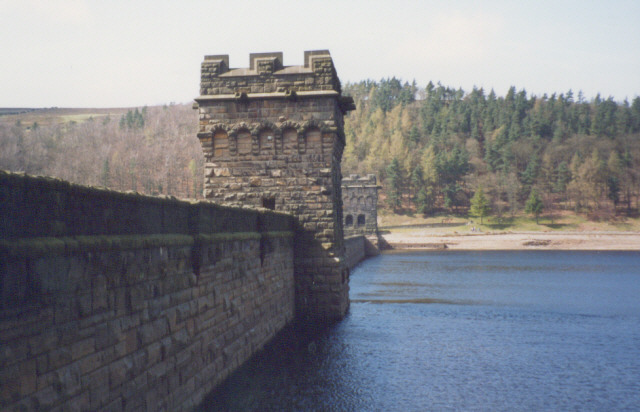
Howden Dam